# Бёме (река)
Бёме (нем. Böhme) — река в Германии, протекает по земле Нижняя Саксония. Правый приток Аллера.

## География
Река Бёме берёт начало в болоте Питцмоор в юго-западной части природного парка Люнебургер-Хайде. Течёт на юг через город Зольтау, затем поворачивает на юго-запад. Протекает через города Бад-Фаллингбостель и Вальсроде. Впадает в Аллер у населённого пункта Бёме.
Общая длина реки составляет 71 км, площадь водосборного бассейна — 611 км². Высота истока 81 м. Высота устья 20 м.
Вода в реке относится к классу II «умеренно загрязнённая». Лишь на нескольких небольших участках в Зольтау и Вальсроде вода относится к классу II—III: «критически загрязнённая».